# Jogos Abertos do Interior de São Paulo de 1940
Os V Jogos Abertos do Interior foram a edição de 1940 dos Jogos Abertos do Interior, um evento multiesportivo realizado em São Carlos, estado de São Paulo, de 12 de outubro a 20 de outubro de 1940. Foram 21 cidades presentes, num total de  700 atletas competiram nos 5 esportes. A cidade se preparou para receber o evento, reformando o antigo Estádio do Paulista de propriedade do Paulista Esporte Clube, como uma pista de atletismo e suas quadras de basquete, e uma remodelação da Piscina Municipal.

## Cidades participantes[5][7][6][8]
Participaram 21 cidades relacionadas abaixo em ordem alfabética, em negrito a cidade sede.
| - Araçatuba - Avaré - Barretos - Bauru - Botucatu - Campinas - Franca - Guaratinguetá - Itápolis - Jundiaí - Lins | - Olímpia - Piracicaba - Pirassununga - Ribeirão Preto - Rio Claro - Santos - São Carlos - São Vicente - Sorocaba - Uberlândia |

## Campeão por modalidade esportiva
Breve histórico do jogos até 1942
- Atletismo - Participaram todas as 21 cidades. A Campeã foi a cidade de Santos.
- Basquete - Participaram 19 cidades: Não participaram Araçatuba e São Vicente. A Campeã foi a cidade de Guaratinguetá.[14]
- Natação - Participaram 10 cidades: São Carlos, Araçatuba, Bauru, Campinas, Piracicaba, Ribeirão Preto, Santos, São Vicente, Sorocaba e Uberlândia. A Campeã foi a cidade de Santos.
- Tênis - Participaram 8 cidades: São Carlos, Bauru, Campinas, Piracicaba, Rio Claro, Ribeirão Preto, Santos e Sorocaba. A Campeã foi a cidade de Campinas.
- Tiro ao alvo - Participaram 6 cidades: São Carlos, Bauru, Campinas, Piracicaba, Rio Claro e Santos. A Campeã foi a cidade de São Carlos.

## Título
- A Campeã foi a cidade de Santos (33 pontos)[15][16]
- Vice-campeã foi a cidade de Campinas (21 pontos)
- 3ª colocada foi Piracicaba (21 pontos)
- 4ª colocada foi São Carlos[17]